# Duaje emrin tënd
Duaje emrin tënd (en albanès Estimo el teu nom) és una pel·lícula albanesa del 1984 dirigida per Ibrahim Muçaj i Kristaq Mitro, basada en la novel·la del mateix títol de Nasi Lera.

## Sinopsi
La Jona, l'Arsen i l'Agron són tres joves que, abans d'obtenir el títol universitari, fan un aprenentatge en una planta industrial. Tots tres intenten trobar el seu lloc adequat a la societat, experimentar el seu primer amor i experimentar dilemes morals.

## Repartiment
- Rajmonda Bulku com a Jon
- Ndriçim Xhepa com a Arsen
- Kristaq Skrami com a Agron
- Nertila Koka com a Bora
- Dhimitër Trajçe com a Vasil
- Pandi Raidhi com a Thomas
- Frederik Zhilla com a agrònom
- Fadil Kujovska com a apicultor
- Dhimiter Margariti com a professor
- Rajmonda Sallaku com a Andja